# 陳爊
陳爊（？—1645年），字胤業，河南河南府孟津縣人，明朝政治人物。同進士出身。

## 生平
崇禎十七年（1644年），登癸未科進士。授青浦縣知縣，未及就任，改任中書舍人。次年（1645年）南京城破，與子陳伯俞自縊身亡。